# توماسو ۴۶۵۳
سیارک ۴۶۵۳ (به انگلیسی: 4653 Tommaso، نامگذاری:1976GJ2) چهار هزار و ششصد و پنجاه و سومین سیارک کشف شده‌است که در ۱ آوریل ۱۹۷۶ کشف شد.
قدر مطلق سیارک برابر ۱۳٫۰۰ است.